# Югоизточна Англия
Югоизточна Англия (на английски: South East England) е един от деветте региона в Англия, дефинирани от правителството на Великобритания за статистически и други цели. Регионът обхваща девет графства с обща територия от 19 096 квадратни километра и население, към 2010 година, от 8 522 900 жители.
В района на Югоизточна Англия се намират два национални парка и два обекта на световното културно наследство под егидата на ЮНЕСКО – Кентърбърийската катедрала и дворецът Бленъм. Сред многобройните притегателни дестинации за туристи и ценители са културно-историческото наследство на Оксфорд, курортите по южното крайбрежие на страната към протока Ла Манш и големите музикални фестивали на остров Уайт. В региона се намира и праисторическата фигура наречена „Уфингтънски Бял Кон“ вписана по билото на едноименен хълм в графство Оксфордшър.

## География
„Югоизточна Англия“ е най-големият по брой на населението регион в кралството. В крайните му източни части, в района на град Доувър, се намира най-тясната част на Английския канал, по-известен с името Ла Манш. В непосредствена близост с южното крайбрежие, до границата с регион Югозападна Англия, се намира големия остров Уайт, който е със статут на самостоятелна административна област (графство). Освен него, регионът обхваща и графствата Оксфордшър, Бъкингамшър, Бъркшър, Хампшър, Съри, Западен Съсекс, Източен Съсекс и Кент.
През северозападната част на региона преминава средното течение на река Темза – най-важната река във Великобритания. След протичането си през метрополиса Голям Лондон, реката формира границата между „Югоизточна Англия“ и регион „Източна Англия“, в най-долното течение и естуара си при вливането в Северно море.
Сред големите градски центрове са Брайтън, Портсмът, Саутхамптън, Рединг и Оксфорд.

## Административно деление
| Регион            | Графство       | Графство | Общини |
| ----------------- | -------------- | -------- | --- |
| Югоизточна Англия | Оксфордшър     |          | Оксфорд, Черуел, Западен Оксфордшър, Южен Оксфордшър, Вейл оф Уайт Хорс                                                                                   |
| Югоизточна Англия | Бъкингамшър    |          | Южен Бъкс, Чилтърн, Уикъмб, Айлсбъри Вейл, автономна община: Милтън Кийнс                                                                                 |
| Югоизточна Англия | Бъркшър        |          | Западен Бъркшър, Рединг, Уокингам, Бракнъл Форест, Уиндзър и Мейдънхед, Слау                                                                              |
| Югоизточна Англия | Хампшър        |          | Бейсингсток и Дийн, Госпорт, Източен Хампшър, Истли, Ню Форест, Ръшмур, Тест Вали, Уинчестър, Феърам, Хавант, Харт автономна община:Саутхамптън, Портсмът |
| Югоизточна Англия | Съри           |          | Елмбридж, Гилдфорд, Епсъм и Юъл, Мол Вали, Рейгейт и Банстед, Рънимид, Спелторн, Съри Хийт, Тандридж, Уейвърли, Уокинг                                    |
| Югоизточна Англия | Западен Съсекс |          | Уърдинг, Арън, Чичестър, Хоршам, Краули, Среден Съсекс, Адур                                                                                              |
| Югоизточна Англия | Източен Съсекс |          | Хейстингс, Ротър, Уийлдън, Истборн, Луис, Брайтън и Хоув                                                                                                  |
| Югоизточна Англия | Кент           |          | Севъноукс, Дартфорд, Грейвшам, Тънбридж и Молинг, Мейдстоун, Тънбридж Уелс, Суейл, Ашфорд, Кентърбъри, Шипуей, Танет, Доувър автономна община: Медуей     |
| Югоизточна Англия | Остров Уайт    |          | |

## Население
Посоченото население за графствата е към 2010 година. Населението на градовете е към 2001 година.
| Регион/Графство   | население | гъстота    | най-голям град        | най-голяма урбанизирана територия |
| ----------------- | --------- | ---------- | --------------------- | --------------------------------- |
| Югоизточна Англия | 8 522 900 | 446.32/km² | Саутхамптън (234 224) | Агломерация Брайтън (461 181)     |
| Оксфордшър        | 648 700   | 249/km²    | Оксфорд (143 016)     | Оксфорд (143 016)                 |
| Бъкингамшър       | 739 600   | 395/km²    | Хай Уикъмб (77 178)   | Милтън Кийнс (184 506)            |
| Бъркшър           | 865 100   | 685/km²    | Рединг (232 662)      | Агломерация Рединг (369 804)      |
| Хампшър           | 1 743 600 | 463/km²    | Саутхямптън (234 224) | Агломерация Портсмът (442 252)    |
| Съри              | 1 127 300 | 678/km²    | Гилдфорд (69 400)     | Уокинг-Байфлит (101 127)          |
| Западен Съсекс    | 799 700   | 402/km²    | Краули (100 547)      | Агломерация Краули (180 177)      |
| Източен Съсекс    | 774 300   | 432/km²    | Брайтън (134 293)     | Агломерация Брайтън (461 181)     |
| Кент              | 1 684 100 | 451/km²    | Джилингам (98 403)    | Мидуей (231 659)                  |
| Остров Уайт       | 140 500   | 366/km²    | Райд (22 806)         | Райд (22 806)                     |

## Транспорт
Няколко автомагистрални трасета пресичат радиално региона, събирайки се към метрополиса Голям Лондон. Автомагистрала М40 обслужва северозападното направление, между Лондон и агломерацията на Бирмингам, пресичайки графствата Бъкингамшър и Оксфордшър покрай градовете Хай Уикъмб и Оксфорд. Автомагистрала М4 преминава в направление изток-запад през графство Бъркшър покрай Рединг, свързвайки Лондон с агломерацията на Бристъл и урбанизираните територии на южен Уелс при градовете Кардиф и Суонзи. Автомагистрала М3 обслужва графствата Съри и Хампшър по югозападното направление от Лондон до Саутхамптън на южното крайбрежие. Автомагистрали М2 и М20 преминават успоредно през графство Кент в югоизточна посока, а Автомагистрала М23 свързва британската столица, право на юг с агломерацията на Брайтън.
Летище Гетуик, едното от двете основни летища обслужващи Лондон, е разположено на територията на регион Югоизточна Англия в графство Западен Съсекс. Освен него, още две летища с международни пътнически терминали, оперират в региона. Това са летище „Кент“, разположено в крайните източни части на региона до крайбрежния град Рамсгейт и летище „Саутхамптън“ в югозападната част.

## Градове
Долният списък отразява всички градове в регион Югоизточна Англия с население над 10 000 души.
- О = Оксфордшър, БЪК = Бъкингамшър, БЪР = Бъркшър, Х = Хампшър, С = Съри, ЗС = Западен Съсекс, ИС = Източен Съсекс, К = Кент, У = Остров Уайт,

| Население > 200 000 - Саутхамптън, Х - Рединг, БЪР Население > 100 000 - Портсмът, Х - Брайтън, ИС - Краули, ЗС - Истборн, ИС - Оксфорд, О - Слау, БЪР Население > 50 000 - Айлсбъри, БЪК - Ашфорд, С - Базингсток, Х - Бракнъл, БЪР - Гилфърд, С - Госпорт, Х - Джилингам, К - Ийстли, Х - Кентърбъри, К - Маргейт, К - Мейдстоун, К - Мейдънхед, БЪР - Олдършот, Х - Роял Тънбридж Уелс, К - Уотърлувил, Х - Уъртинг, ЗС - Фарнбъро, Х - Феърхам, Х - Хай Уикъмб, БЪК - Хейстингс, ИС - Хоршам, ЗС - Хоув, ИС - Чатъм, К Население > 25 000 - Андовър, Х - Абингдън, О - Банбъри, О - Бистър, О - Бексхил, ИС | - Блечли, БЪК - Богнър Реджис, ЗС - Бърджис Хил, ЗС - Дидкот, О - Дийл, К - Доувър, К - Ийст Гринстед, ЗС - Камбърли, С - Кроуторн, БЪР - Литълхамптън, ЗС - Нюбъри, БЪР - Райд, У - Рамсгейт, К - Редхил, С - Рочестър, К - Ситингбърн, К - Струд, К - Тонбридж, К - Тотън, Х - Уиндзър, БЪР - Уинчестър, Х - Уитстъбъл, К - Уокингам, БЪР - Фарнам, С - Флийт, Х - Фолкстън, К - Хевънт, Х - Хейуърдс Хийт, ЗС - Хърн Бей, К - Чичестър, ЗС Население > 10 000 - Амършам, БЪК - Бекънсфийлд, БЪК - Бордън, Х - Броъдстеърс, К - Бъкингам, БЪК - Годълминг, С - Доркинг, С - Йетли, Х - Картертън, О - Кидлингтън, О | - Кобхам, С - Коуз, У - Кроубъро, ИС - Лансинг, ЗС - Луис, ИС - Лимингтън, Х - Марлоу, БЪК - Нюпорт, У - Нюпорт Пагнел, БЪК - Нюхейвън, ИС - Окстед, С - Олтън, Х - Пийсхейвън, ИС - Питърсфийлд, Х - Портслейд, ИС - Райгейт, С - Рингуд, Х - Ромзи, Х - Сандхърст, БЪР - Саутуик, ЗС - Севъноакс, К - Сийфорд, ИС - Стоуни Стратфорд, БЪК - Суонли, К - Тадли, Х - Тейм, О - Татчам, БЪР - Уантейдж, О - Уитни, О - Улвъртън, БЪК - Февършам, К - Фримли, С - Хайт, К - Хедж Енд, Х - Хейлшъм, ИС - Хейзълмиър, С - Хенли на Темза, О - Хорли, С - Чесъм, БЪК - Шиърнес, К - Шорхам, ЗС - Ъкфийлд, ИС |